# Elytracanthina
Elytracanthina is een kevergeslacht uit de familie van de boktorren (Cerambycidae). De wetenschappelijke naam van het geslacht werd voor het eerst geldig gepubliceerd in 2005 door Monné.

## Soorten
Elytracanthina omvat de volgende soorten:
- Elytracanthina propinqua (Lane, 1959)
- Elytracanthina pugionata (Lane, 1955)